# Gonolobus tobagensis
Gonolobus tobagensis är en oleanderväxtart som beskrevs av Ignatz Urban. Gonolobus tobagensis ingår i släktet Gonolobus och familjen oleanderväxter. Inga underarter finns listade i Catalogue of Life.